# Bonobo
Bonobo (eredeti nevén Simon Green) angol producer, zenész és DJ.
18 évesen Brightonba költözött és kiadta első albumát 'Animal Magic' címmel, a Tru Thoughts kiadónál, 2000-ben. Ezzel az albummal, melyet ő maga hangszerelt, és amelynek ő volt a producere, a downtempo új úttörőinek egyikévé tette, ezáltal felhívva a nagy kiadók figyelmét mind rá, mind a műfajra.
A Tru Thoughtsnál még kihozott egy remixalbumot (One Offs… Remixes & B-Sides), majd 2002-ben átigazolt a Ninja Tune-hoz, s 2003-ban kiadta a Dial 'M' For Monkey albumot, már az új kiadó égisze alatt.
2005-ben, Bonobo kiadott egy újabb remixalbumot, ezúttal a Solid Steel sorozat részeként (Bonobo Presents Solid Steel: It Came From The Sea). A kiadás 2005 Okt. 10-ére volt betervezve, de egy héttel korábban kijött. Az összeállítás a remixek mellett exkluzív számokat és újraértelmezéseket is tartalmaz.
A legutolsó album, mely a Days to Come címet kapta 2006. október 2-án jött ki. Az első maxi, a Nightlite – Bajka vokáljával - már augusztus 14-én a lemezboltokba került.
2005-ben, az SSX on Tour nevű snowboardos videójáték soundtrackjére felvették a "Pick Up" és "Flutter" maxikat a Dial 'M' For Monkey albumról
2007-ben, a "Ketto" c. számát használta fel a Citroën a C4 Picasso reklámozására.
2008-ban, Koncert DVD Live at Koko címmel.
A Days To Come, Gilles Peterson műsorának hallgatói szerint a legjobb 2006-os album.
2010 márciusában jelent meg negyedik stúdióalbuma, a Black Sands.

## Diszkográfia

### Stúdióalbumok
- Animal Magic – (2000, Tru Thoughts; 2001, Ninja Tune)
- Dial 'M' For Monkey – (2003, Ninja Tune)
- Days To Come – (2006, Ninja Tune)
- Black Sands – (2010)
- The North Borders - (2013, Ninja Tune)
- Migration - (2017, Ninja Tune)
- Fragments - (2022, Ninja Tune)

### Maxik
- Scuba EP (2000, Fly Casual)
- Silver EP (Tru Thoughts, 2000)
- Terrapin EP (Tru Thoughts, 2000)
- Kota EP (Tru Thoughts, 2001)
- The Shark EP (2001, Tru Thoughts)
- Turtle EP (Tru Thoughts, 2001)
- Flutter EP (Ninja Tune, 2003)
- Pick Up EP (Ninja Tune, 2003)
- Live Sessions EP (2005, Ninja Tune)
- Nightlite EP (Ninja Tune, 2006)

### Egyéb
- One Offs… Remixes & B-Sides (2002, Tru Thoughts)
- Sweetness (2002, Tru Thoughts)
- Bonobo Presents Solid Steel: It Came From The Sea (2005, Ninja Tune)